# Epidendrum parkinsonianum
Epidendrum parkinsonianum är en orkidéart som beskrevs av William Jackson Hooker. Epidendrum parkinsonianum ingår i släktet Epidendrum och familjen orkidéer. Inga underarter finns listade i Catalogue of Life.

## Bildgalleri

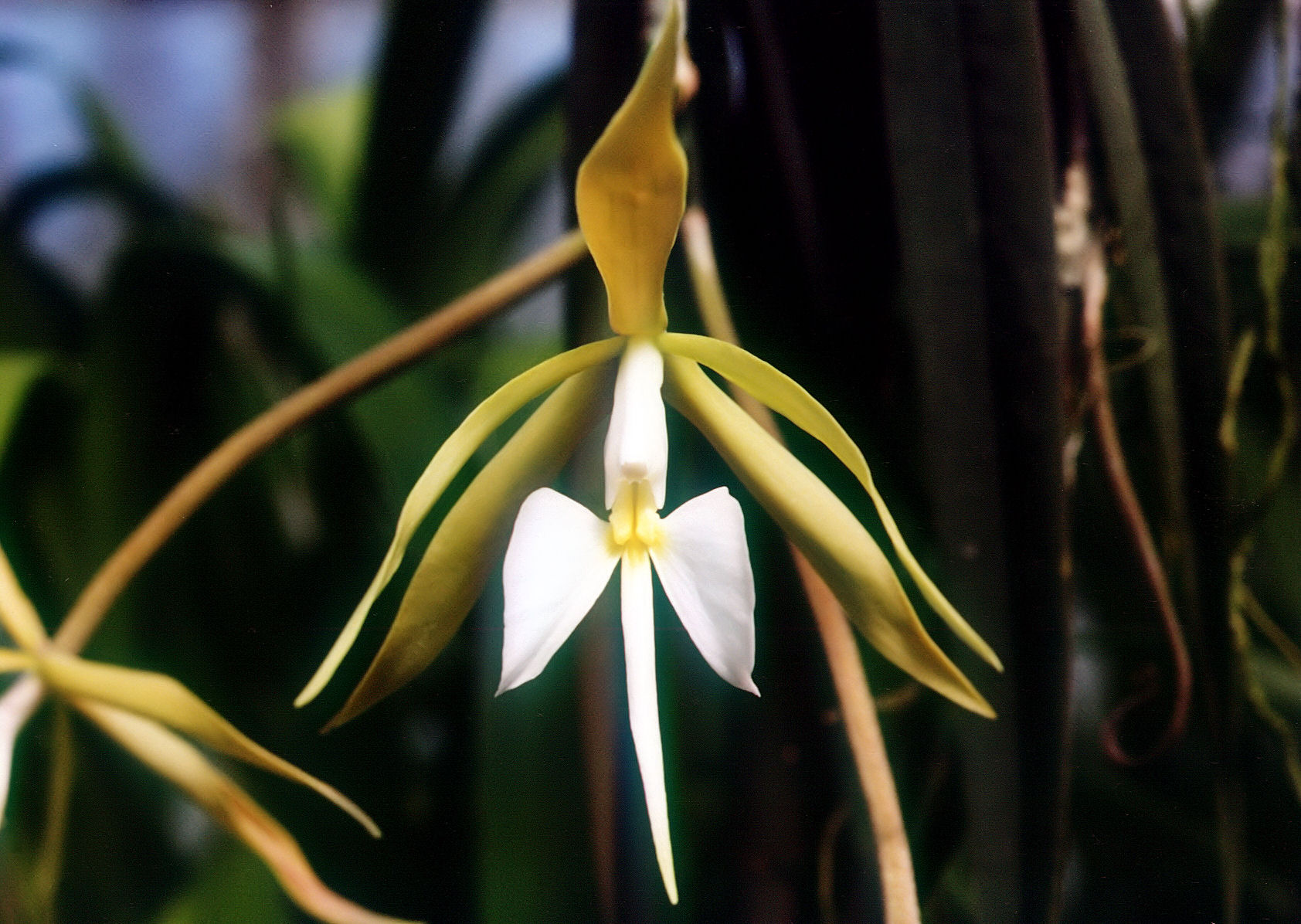
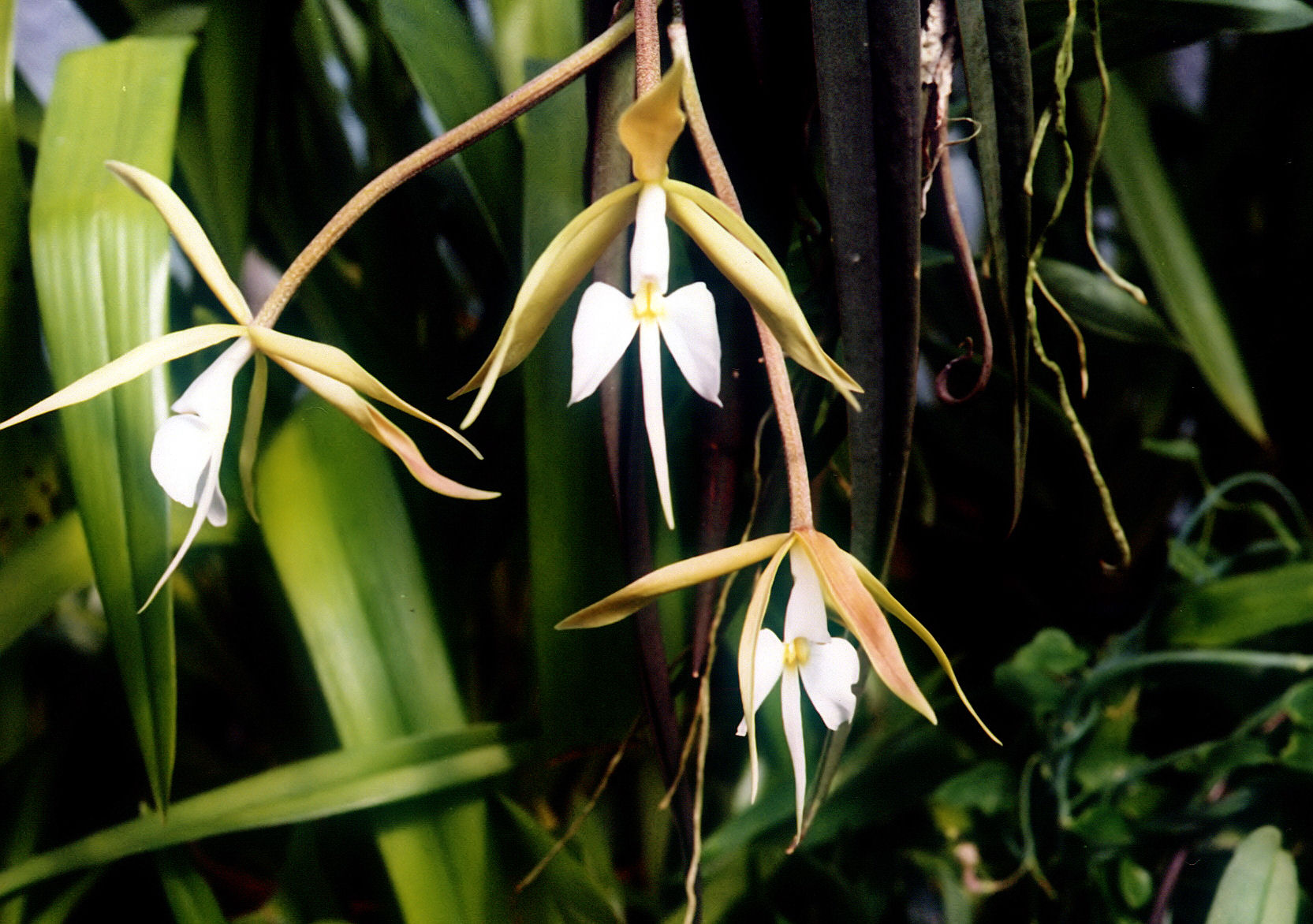
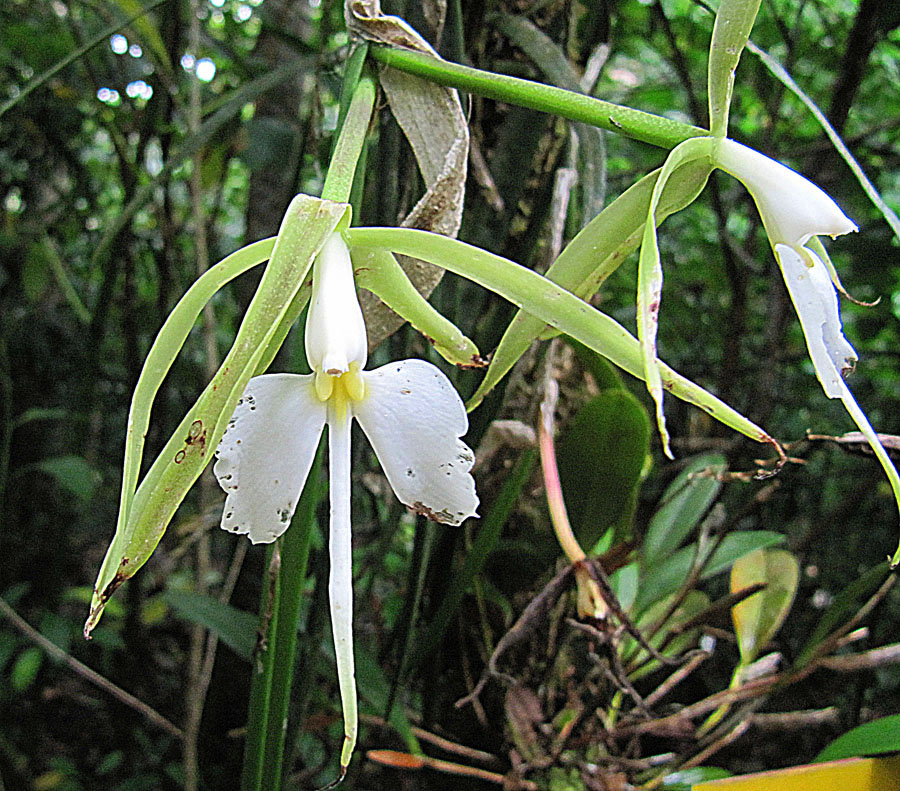
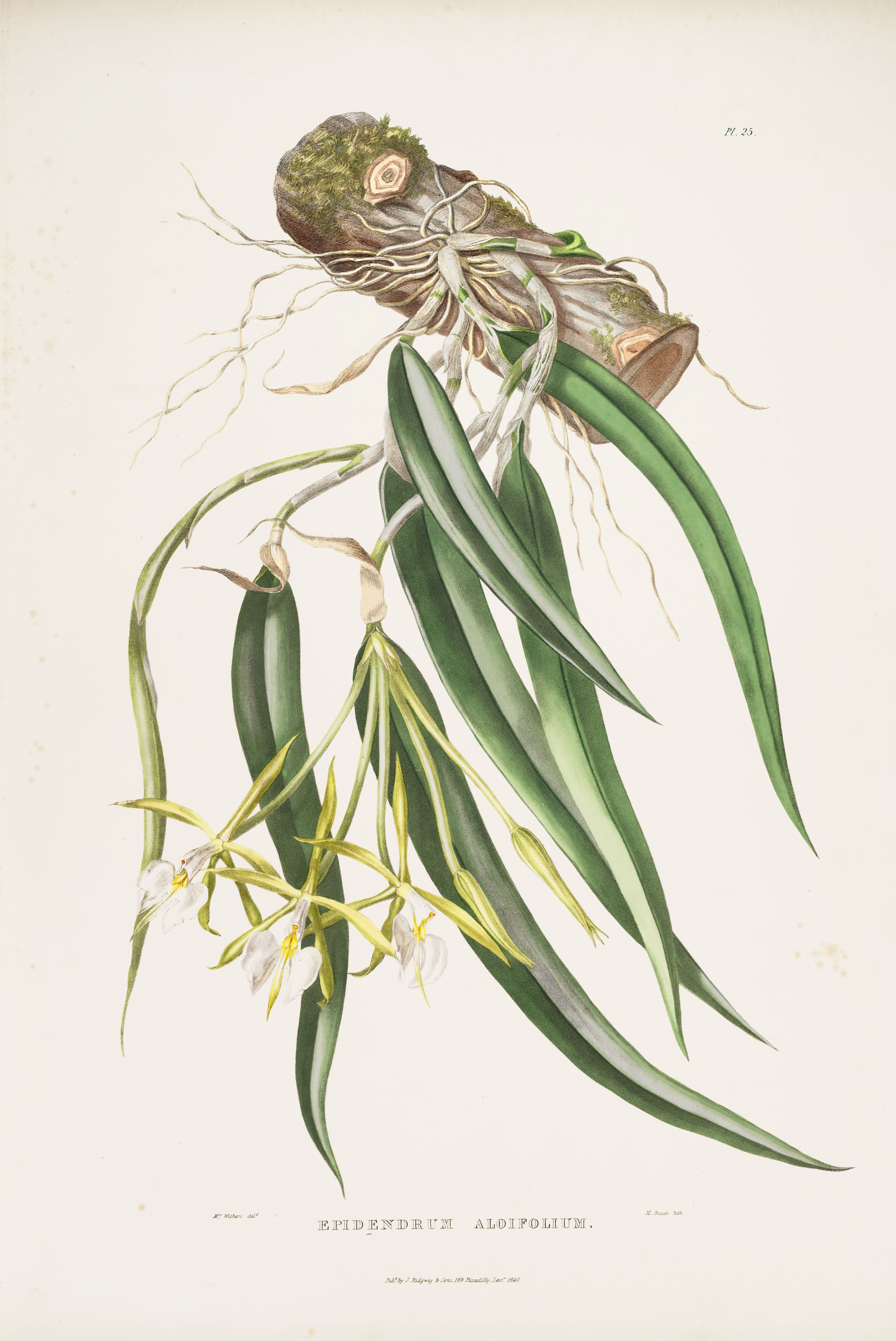